# Flora Finch

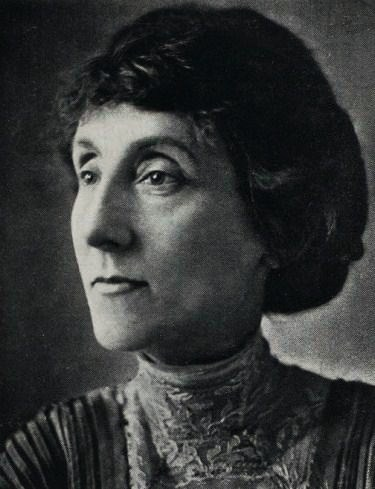
Flora Finch (1915)

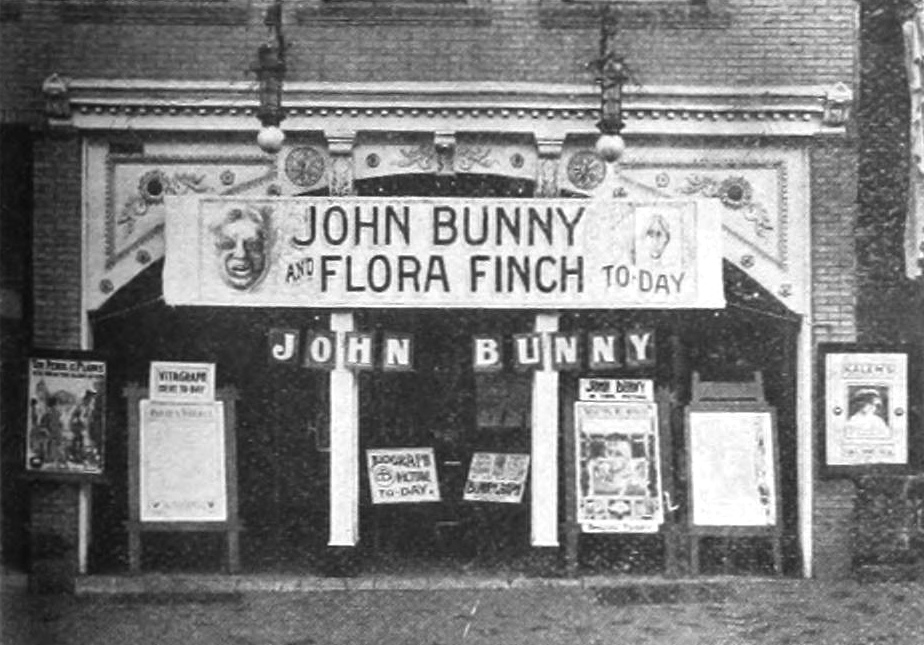
Filmtheater in Kansas mit Werbung für einen Film mit John Bunny und Flora Finch (1912)

Flora Finch (* 17. Juni 1867 in London, Großbritannien; † 4. Januar 1940 in Los Angeles, Kalifornien, USA) war eine britische Schauspielerin und Filmkomikerin.

## Leben
Die gebürtige Londonerin Finch entstammte einer Familie aus dem Showgeschäft. Auch sie selbst stand schon früh auf Theater- und Vaudeville-Bühnen und gehörte zeitweise einer Theatergruppe um den damals bekannten Shakespeare-Darsteller Ben Greet an. Nach zeitgenössischen Zeitungsberichten soll sie 1908 in die Vereinigten Staaten übergesiedelt sein. Der Zeitpunkt ihres Einstiegs ins Filmgeschäft ist nicht ganz klar, sie selbst gab rückblickend 1910 als das wahrscheinliche Jahr an, nach anderen Angaben soll sie aber schon davor mehrere Filme bei Biograph unter David Wark Griffith gedreht haben.
Ihre größte Popularität erreichte Finch an der Seite des Komikers John Bunny, dessen Ehefrau Mrs. Bunny sie in zwischen 1910 und 1915 in diversen Kurzfilm-Komödien verkörperte. Bunny und Finch drehten zusammen mehr als 100 Filme bei dem Studio Vitagraph. Sie stiegen zu einem der beliebtesten Filmduos der 1910er-Jahre auf. Privat sollen sie sich nicht gemocht haben und auch auf der Leinwand agierten sie in ihren Rollen als Ehepaar Bunny oft streitend und zankend miteinander, der Unterhaltung des Publikums dienend. Finch gab einmal an, unter den frühen Stummfilmkomikern wohl eine der ganz wenigen Personen gewesen zu sein, die nie eine Torte ins Gesicht bekam.
Neben Bunny arbeitete Finch mit weiteren Größen der Stummfilmkomödie wie Mack Sennett, Mabel Normand und Charlie Chaplin. Bald nach Bunnys Tod im April 1915 begründete Finch ihr eigenes Filmstudio, die Flora Finch Comedy Company. In den Jahren 1916 und 1917 entstanden dort Kurzfilme, oft mit ihr als Hauptdarstellerin, aber die Firma bestand offenbar nur diese kurze Zeit. Ohne Bunny konnte sich Finch nicht lange als eigenständiger Filmstar halten. So war sie in der späteren Stummfilmzeit hauptsächlich in Nebenrollen zu sehen, in denen sie meist schrullige oder altmodisch tickende ältere Damen verkörperte. Unter anderem spielte sie eine französische Herzogin in Monsieur Beaucaire neben Rudolph Valentino oder die Tante Susan in der 1927 erschienenen Horrorkomödie Spuk im Schloß von Paul Leni. Auch kehrte sie in späteren Jahren häufiger auf Vaudeville-Bühnen zurück.
Nach Anbruch der Tonfilmzeit, in den 1930er-Jahren, absolvierte sie nur noch hin und wieder kleinere Filmauftritte. Am Anfang des Laurel-und-Hardy-Films Zwei ritten nach Texas hatte sie 1937 einen kurzen, aber markanten Auftritt als strenge Ehefrau, die ihren Mann von dem etwas verruchten Auftritt eines Showgirls wegzieht. Insgesamt sind über 270 Filmauftritte von ihr bis zum Jahr 1939 nachgewiesen, wobei es aufgrund ihrer Auftritte in frühen Stummfilmen, die oft verschollen und nur lückenhaft dokumentiert sind, noch deutlich mehr sein können.
Finch starb Anfang 1940 im Alter von 72 Jahren nach einer schweren Infektion, die Los Angeles Times beschrieb sie im Nachruf als „eine der herausragenden Komödiantinnen der Stummfilmära“. Sie wurde auf dem Hollywood Forever Cemetery beigesetzt. In Finch erinnert ein Stern auf dem Hollywood Walk of Fame in der Kategorie Film.

## Filmografie (Auswahl)
- 1911: The Wooing of Winifred (Kurzfilm)
- 1912: Der Universalerbe (Captain Barnacle’s Legacy, Kurzfilm)
- 1913: Ihr grosser Bruder (Cutey and the Chorus Girls, Kurzfilm)
- 1913: Bunny's Geburtstagsüberraschung (Bunny’s Birthday Surprise, Kurzfilm)
- 1913: Um Lotte zu heilen (The Pickpocket, Kurzfilm)
- 1913: Das verräterische Pferdehaar (Those Troublesome Tresses, Kurzfilm)
- 1914: List und Gegenlist (Mr. Bunny in Disguise, Kurzfilm)
- 1916: A Night Out
- 1917: Flora Joins the Chorus (Kurzfilm)
- 1917: Flora in the Movies (Kurzfilm)
- 1917: Flora the Dressmaker (Kurzfilm)
- 1917: Flora the International Spy (Kurzfilm)
- 1917: Flora the Life-Saver (Kurzfilm)
- 1917: Flora the Manicure Girl (Kurzfilm)
- 1917: Flora the School Teacher (Kurzfilm)
- 1919: Oh Boy!
- 1921: Zwei Waisen im Sturm (Orphans of the Storm)
- 1922: Ein Mann wird gesucht (Man Wanted)
- 1924: Monsieur Beaucaire, der königliche Barbier (Monsieur Beaucaire)
- 1925: Der Dieb aus Liebe (Men and Women)
- 1927: Spuk im Schloß (The Cat and the Canary)
- 1927: Im stillen Gässchen (Quality Street)
- 1929: Sag' es mit Liedern (Say It with Songs)
- 1934: The Scarlet Letter
- 1934: Der bunte Schleier (The Painted Veil)
- 1936: Show Boat
- 1936: San Francisco
- 1937: Zwei ritten nach Texas (Way Out West)
- 1937: A Night at the Movies (Kurzfilm)
- 1938: Stablemates
- 1939: Herr des wilden Westens (Dodge City)
- 1939: Die Frauen (The Women)